# خوزه فلیسیانو
خوزه مونسراته فلیسیانو (به انگلیسی: Jose Monserrate Feliciano) یکی از مشهورترین خوانندگان و گیتاریست‌های دنیای موسیقی پاپ است.
او که اصلیت لاتین دارد در سال ۱۹۴۵ در پورتوریکو به دنیا آمد و از بدو تولد قربانی بیماری آب سیاه بود و خیلی زود در همان ایام نوزادی بینایی خود را از دست داد.

## کودکی و جوانی
وی که یکی از دوازده فرزند خانواده بود، در ۵ سالگی به همراه خانواده‌اش به محله اسپانیایی‌نشین هارلم در نیویورک مهاجرت کرد. ابتدا شروع به فراگیری نواختن آکاردئون نمود و بعد از مدتی گیتار را به عنوان ساز اصلی خود انتخاب کرد. اولین اجرای جدی موسیقی خود را در ۹ سالگی ا نجام داد و در ۱۷ سالگی برای کمک به مخارج زندگی شروع به کار کرد. پس از مدتی نوازندگی در کلوپ‌های مختلف، همکاری خود با کمپانی RCA را آغاز کرد و در سال ۱۹۶۴ به‌طور رسمی در فستیوال Newport Jazz شرکت کرد، چرا که سبک و طریقه نواختن گیتار او آمیزه‌ای بود از گیتار فلامنکو با بداهه نوازی‌های جاز.

## آهنگ وطن
نسخه کاور شده ی آهنگ کولی (the gypsy) وطن خوزه فلیسیانو است که توسط واروژان تنظیم شده و با شعری از ایرج جنتی عطایی توسط داریوش اقبالی خوانده شده است.

## جوایز
وی در مجموع توانسته‌است که تا کنون هشت جایزه گرمی را نصیب خود کند. این جوایز را دو بار در سال ۱۹۶۸ و مابقی را در سال‌های ۱۹۸۴، ۱۹۸۶، ۱۹۸۹، ۱۹۹۰ و مجدداً دو بار در ۲۰۰۸ به دست آورد. دو جایزه از این جوایز مربوط به کارهای انگلیسی و بقیه مربوط به کارهای اسپانیایی وی بودند.
او همچنین در این سال‌ها ۱۷ بار دیگر کاندید دریافت جایزه گرمی در زمینه‌های مختلف مانند‍: موسیقی پاپ، لاتین، بهترین خوانندهٔ مرد و … شد.
همچنین در سال ۱۹۹۶ از طرف Billboard Magazine توانست Lifetime Achievement Award را نصیب خود کند، افتخاری که تنها نصیب هنرمندانی می‌شود که تأثیرگذاری‌های پرارزشی در موسیقی داشته باشند.